# Facoli
Facoli, também conhecido como Facoli Curuma (Fakoli Kuruma), foi o melhor general‑em‑chefe do seu tio, Sumangaru Cante. Seduzido pelo talento culinário de Keleya Konkon, Sumangaru tirou‑a dele. Ofendido, Facoli atravessou o Níger com suas tropas e, num gesto de vingança, juntou‑se aos aliados de Sundiata Queita, reunidos em Sibi. A canção conhecida por Janjon (Glória ao Guerreiro) foi composta em homenagem a Facoli Curuma, por seus feitos no campo de batalha.